# Aminata Makou Traoré
Pour les articles homonymes, voir Aminata Traoré et Traoré.
Aminata Makou Traoré, née le 31 mars 1990 à Bamako, est une taekwondoïste malienne.

## Biographie
Elle est médaillée de bronze aux Jeux africains de 2007 à Alger en moins de 47 kg, aux Championnats d'Afrique de taekwondo 2009 à Yaoundé en moins de 49 kg, aux Championnats d'Afrique de taekwondo 2010 à Tripoli en moins de 62 kg et médaillée d'or aux Jeux africains de 2011 à Maputo en moins de 49 kg,.
Elle est décorée de la Médaille du Mérite sportif en septembre 2021.